# Clarina syriaca
Clarina syriaca is een vlinder uit de familie van de pijlstaarten (Sphingidae). De wetenschappelijke naam van de soort werd in 1855 gepubliceerd door Julius Lederer.

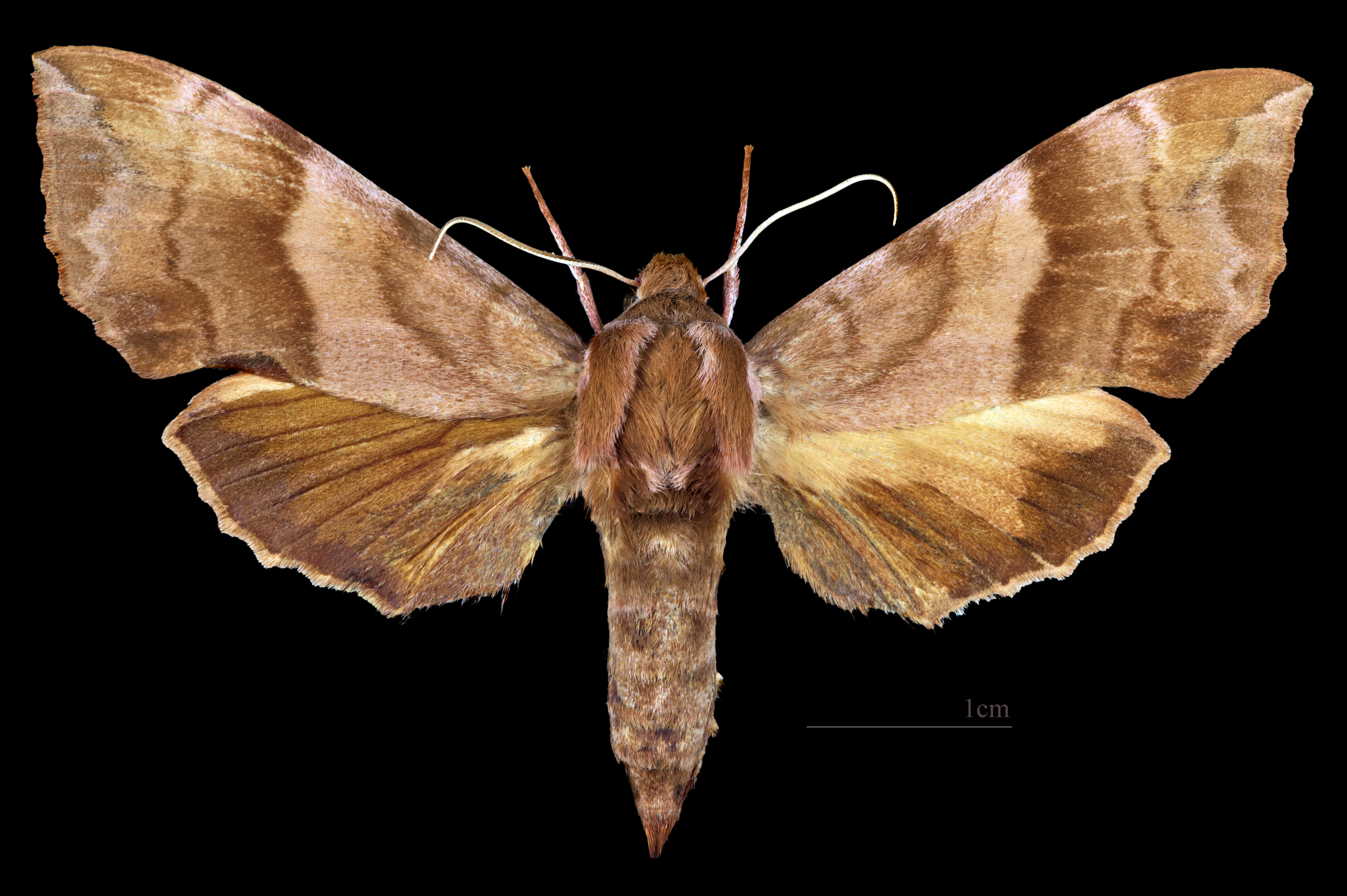
Clarina syriaca ♀
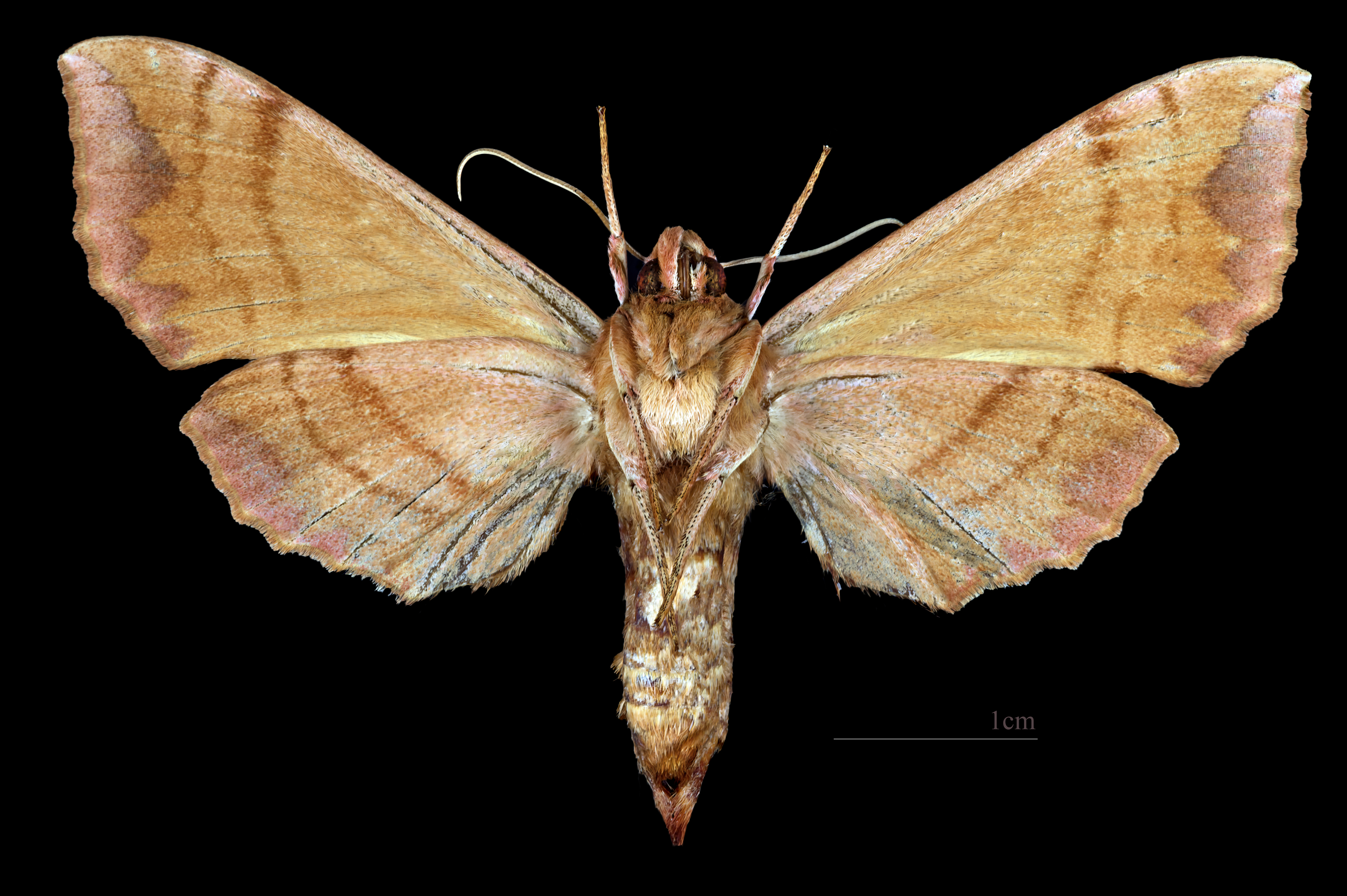
Clarina syriaca ♀ △